# Liste des distinctions de Priyanka Chopra
 (juin 2016).
Si vous disposez d'ouvrages ou d'articles de référence ou si vous connaissez des sites web de qualité traitant du thème abordé ici, merci de compléter l'article en donnant les références utiles à sa vérifiabilité et en les liant à la section « Notes et références ».
Cet article traite des récompenses et nominations reçues par l'actrice indienne Priyanka Chopra.

## Asian Film Awards
| Année | Catégorie                                                                  | Film | Résultat |
| ----- | -------------------------------------------------------------------------- | ---- | -------- |
| 2009  | Prix Nielsen Box Office Award for Outstanding Contribution to Asian Cinema | —    | Lauréat  |

## Apsara Film & Television Producers Guild Awards
| Année | Catégorie                                     | Film            | Résultat   |
| ----- | --------------------------------------------- | --------------- | ---------- |
| 2006  | Meilleure actrice dans un second rôle         | Aitraaz         | Nomination |
| 2009  | Meilleure actrice                             | Fashion         | Lauréat    |
| 2010  | Meilleure actrice                             | Kaminey         | Lauréat    |
| 2012  | Meilleure actrice                             | 7 Khoon Maaf    | Nomination |
| 2012  | Divertissement de l'année                     | 7 Khoon Maaf    | Lauréat    |
| 2012  | Divertissement de l'année                     | Don 2           | Lauréat    |
| 2013  | Meilleure actrice                             | Barfi!          | Nomination |
| 2013  | Star de l'année                               | Barfi!          | Lauréat    |
| 2013  | Star de l'année                               | Agneepath       | Lauréat    |
| 2015  | Meilleure actrice                             | Mary Kom        | Lauréat    |
| 2015  | Dialogue de l'année                           | Mary Kom        | Lauréat    |
| 2015  | Prix Hindustan Times Célébrité pour une cause | —               | Lauréat    |
| 2016  | Meilleure actrice                             | Dil Dhadakne Do | Nomination |
| 2016  | Meilleure actrice                             | Bajirao Mastani | Nomination |
| 2016  | Prix Guild Global Honor                       | —               | Lauréat    |

## Bengal Film Journalists' Association Awards
| Année | Catégorie                            | Film    | Résultat |
| ----- | ------------------------------------ | ------- | -------- |
| 2005  | Meilleure actrice dans un film hindi | Aitraaz | Lauréat  |

## BIG Star Entertainment Awards
| Année | Catégorie                                                | Film            | Résultat   |
| ----- | -------------------------------------------------------- | --------------- | ---------- |
| 2010  | Nouveau talent de la décennie                            | —               | Lauréat    |
| 2011  | Meilleure actrice divertissante                          | 7 Khoon Maaf    | Nomination |
| 2012  | Meilleure actrice divertissante dans un film d'action    | Don 2           | Nomination |
| 2012  | Meilleure actrice divertissante                          | Barfi!          | Lauréat    |
| 2012  | Meilleure actrice divertissante dans un film romantique  | Barfi!          | Nomination |
| 2013  | Meilleure danseuse divertissante (pour Ram Chahe Leela)  | Ram-Leela       | Nomination |
| 2014  | Meilleure actrice divertissante dans un film dramatique  | Mary Kom        | Lauréat    |
| 2014  | Meilleure actrice divertissante                          | Mary Kom        | Lauréat    |
| 2015  | Meilleure actrice dans un film dramatique                | Dil Dhadakne Do | Nomination |
| 2015  | Meilleure chanteuse divertissante (pour Dil Dhadakne Do) | Dil Dhadakne Do | Nomination |

## Civilian Awards
| Année | Catégorie  | Film | Résultat |
| ----- | ---------- | ---- | -------- |
| 2016  | Padma Shri | —    | Lauréat  |

## Festival international du film de Shanghai
| Année | Catégorie                                             | Film | Résultat |
| ----- | ----------------------------------------------------- | ---- | -------- |
| 2009  | Jin Jue (Goblet en Or) pour la contribution du cinéma | —    | Lauréat  |

## Filmfare Awards
| Année | Catégorie                                         | Film            | Résultat   |
| ----- | ------------------------------------------------- | --------------- | ---------- |
| 2004  | Meilleur espoir féminin (partagé avec Lara Dutta) | Andaaz          | Lauréat    |
| 2004  | Meilleure actrice dans un second rôle             | Andaaz          | Nomination |
| 2005  | Meilleure performance dans un rôle de méchant     | Aitraaz         | Lauréat    |
| 2005  | Meilleure actrice dans un second rôle             | Aitraaz         | Nomination |
| 2009  | Meilleure actrice                                 | Fashion         | Lauréat    |
| 2010  | Meilleure actrice                                 | Kaminey         | Nomination |
| 2012  | Meilleure actrice                                 | 7 Khoon Maaf    | Nomination |
| 2012  | Meilleure actrice - critiques                     | 7 Khoon Maaf    | Lauréat    |
| 2013  | Meilleure actrice                                 | Barfi!          | Nomination |
| 2015  | Meilleure actrice                                 | Mary Kom        | Nomination |
| 2016  | Meilleure actrice dans un second rôle             | Bajirao Mastani | Lauréat    |

## Global Indian Film Awards
| Année | Catégorie                                     | Film    | Résultat |
| ----- | --------------------------------------------- | ------- | -------- |
| 2005  | Meilleure performance dans un rôle de méchant | Aitraaz | Lauréat  |
| 2007  | Actrice la plus recherchée sur Internet       | —       | Lauréat  |

## GQ Men of The Year Awards
| Année | Catégorie            | Film | Résultat |
| ----- | -------------------- | ---- | -------- |
| 2010  | Femme de l'année     | —    | Lauréat  |
| 2014  | Prix de l'excellence | —    | Lauréat  |

## IIFA Awards
| Année | Catégorie                                                  | Film                 | Résultat   |
| ----- | ---------------------------------------------------------- | -------------------- | ---------- |
| 2005  | Meilleure actrice                                          | Mujhse Shaadi Karogi | Nomination |
| 2007  | Meilleure beauté à l'écran                                 | Krrish               | Lauréat    |
| 2009  | Meilleure actrice                                          | Fashion              | Lauréat    |
| 2010  | Meilleure actrice                                          | Kaminey              | Nomination |
| 2011  | Prix Green Globe Award for Contribution to a Greener Earth | —                    | Lauréat    |
| 2012  | Meilleure actrice                                          | 7 Khoon Maaf         | Nomination |
| 2013  | Meilleure actrice                                          | Barfi!               | Nomination |
| 2014  | Femme de la substance                                      | —                    | Lauréat    |
| 2015  | Meilleure actrice                                          | Mary Kom             | Nomination |
| 2016  | Femme de l'année                                           | —                    | Lauréat    |
| 2016  | Meilleure actrice                                          | Dil Dhadakne Do      | Nomination |
| 2016  | Meilleure actrice dans un second rôle                      | Bajirao Mastani      | Lauréat    |

## Indian Telly Awards
| Année | Catégorie                                        | Chanson                         | Résultat |
| ----- | ------------------------------------------------ | ------------------------------- | -------- |
| 2010  | Meilleur impact pour un début de série télévisée | Fear Factor: Khatron Ke Khiladi | Lauréat  |

## Lions Gold Awards
| Année | Catégorie                     | Chanson         | Résultat |
| ----- | ----------------------------- | --------------- | -------- |
| 2009  | Meilleure actrice             | Fashion         | Lauréat  |
| 2011  | Meilleure actrice - critiques | Anjaana Anjaani | Lauréat  |
| 2012  | Meilleure actrice             | Don 2           | Lauréat  |
| 2013  | Meilleure actrice             | Barfi!          | Lauréat  |
| 2015  | Meilleure actrice             | Mary Kom        | Lauréat  |

## Mirchi Music Awards
| Année | Catégorie                  | Chanson    | Résultat   |
| ----- | -------------------------- | ---------- | ---------- |
| 2013  | Chanson indipop de l'année | In My City | Nomination |
| 2014  | Chanson indipop de l'année | Exotic     | Nomination |

## MTV Europe Music Awards
| Année | Catégorie                           | — | Résultat   |
| ----- | ----------------------------------- | - | ---------- |
| 2015  | Meilleure performance indienne      | — | Lauréat    |
| 2015  | Performance mondiale : Afrique/Inde | — | Nomination |

## National Film Awards
| Année | Catégorie         | Film    | Résultat |
| ----- | ----------------- | ------- | -------- |
| 2008  | Meilleure actrice | Fashion | Lauréat  |

## Nickelodeon Kids' Choice Awards India
| Année | Catégorie         | Film     | Résultat   |
| ----- | ----------------- | -------- | ---------- |
| 2013  | Meilleure actrice | Barfi!   | Lauréat    |
| 2015  | Meilleure actrice | Mary Kom | Nomination |

## People's Choice Awards
| Année | Catégorie                                           | Film     | Résultat |
| ----- | --------------------------------------------------- | -------- | -------- |
| 2016  | Meilleure actrice dans une nouvelle série télévisée | Quantico | Lauréat  |

## People's Choice Awards India
| Année | Catégorie                             | Film/Chanson | Résultat   |
| ----- | ------------------------------------- | ------------ | ---------- |
| 2012  | Meilleur ensemble pour un casting     | Agneepath    | Nomination |
| 2012  | Meilleur espoir musical international | In My City   | Lauréat    |

## Sabsey Favourite Kaun Awards
| Année | Catégorie                                                             | Film/Chanson | Résultat |
| ----- | --------------------------------------------------------------------- | ------------ | -------- |
| 2006  | Prix Tez Sitara                                                       | —            | Lauréat  |
| 2009  | Meilleure héroïne                                                     | —            | Lauréat  |
| 2009  | Prix Khoobsurat Ada                                                   | —            | Lauréat  |
| 2009  | Meilleure performance                                                 | Kaminey      | Lauréat  |
| 2009  | Meilleure Jodi (Prix du meilleur couple) (partagé avec Shahid Kapoor) | Kaminey      | Lauréat  |

## Screen Awards
| Année | Catégorie                                                         | Film                 | Résultat   |
| ----- | ----------------------------------------------------------------- | -------------------- | ---------- |
| 2004  | Meilleur espoir féminin                                           | Andaaz               | Nomination |
| 2005  | Meilleure performance dans un rôle de méchant                     | Aitraaz              | Lauréat    |
| 2005  | Jodi No. 1 (Prix du meilleur couple) (partagé avec Akshay Kumar)  | Aitraaz              | Nomination |
| 2009  | Meilleure actrice                                                 | Fashion              | Lauréat    |
| 2009  | Meilleure actrice - critiques                                     | Fashion              | Nomination |
| 2010  | Meilleure actrice                                                 | Kaminey              | Nomination |
| 2010  | Meilleure actrice - critiques                                     | Kaminey              | Nomination |
| 2010  | Jodi No. 1 (Prix du meilleur couple) (partagé avec Shahid Kapoor) | Kaminey              | Nomination |
| 2010  | Meilleure actrice                                                 | What's Your Raashee? | Nomination |
| 2010  | Meilleure actrice - critiques                                     | What's Your Raashee? | Nomination |
| 2011  | Meilleure actrice - critiques                                     | Anjaana Anjaani      | Nomination |
| 2012  | Meilleure actrice                                                 | 7 Khoon Maaf         | Nomination |
| 2012  | Meilleure performance dans un rôle de méchant                     | 7 Khoon Maaf         | Lauréat    |
| 2012  | Meilleure actrice - critiques                                     | Don 2                | Nomination |
| 2012  | Jodi No. 1 (Prix du meilleur couple) (partagé avec Shahrukh Khan) | Don 2                | Lauréat    |
| 2013  | Meilleure actrice                                                 | Barfi!               | Nomination |
| 2013  | Meilleure actrice - critiques                                     | Barfi!               | Nomination |
| 2013  | Jodi No. 1 (Prix du meilleur couple) (partagé avec Ranbir Kapoor) | Barfi!               | Lauréat    |
| 2014  | Meilleure actrice - critiques                                     | Krrish 3             | Nomination |
| 2015  | Meilleure actrice                                                 | Mary Kom             | Lauréat    |
| 2015  | Meilleure actrice - critiques                                     | Mary Kom             | Nomination |
| 2016  | Meilleure actrice                                                 | Dil Dhadakne Do      | Nomination |
| 2016  | Meilleure actrice - critiques                                     | Dil Dhadakne Do      | Nomination |
| 2016  | Meilleure ensemble pour un casting                                | Dil Dhadakne Do      | Lauréat    |
| 2016  | Meilleure actrice - critiques                                     | Bajirao Mastani      | Nomination |
| 2016  | Meilleure actrice dans un second rôle                             | Bajirao Mastani      | Lauréat    |

## Stardust Awards
| Année | Catégorie                                                                             | Film                          | Résultat   |
| ----- | ------------------------------------------------------------------------------------- | ----------------------------- | ---------- |
| 2004  | Meilleure actrice dans un second rôle                                                 | The Hero: Love Story of a Spy | Lauréat    |
| 2005  | Superstar de demain                                                                   | Mujhse Shaadi Karogi          | Lauréat    |
| 2006  | Superstar de demain                                                                   | Waqt: The Race Against Time   | Nomination |
| 2009  | Star de l'année                                                                       | Fashion                       | Lauréat    |
| 2009  | Star de l'année                                                                       | Dostana                       | Lauréat    |
| 2010  | Star de l'année                                                                       | Kaminey                       | Nomination |
| 2012  | Star de l'année                                                                       | 7 Khoon Maaf                  | Nomination |
| 2012  | Meilleure actrice dans un film dramatique                                             | 7 Khoon Maaf                  | Nomination |
| 2012  | Star de l'année                                                                       | Don 2                         | Nomination |
| 2012  | Meilleure actrice dans un film d'action                                               | Don 2                         | Nomination |
| 2013  | Meilleure actrice dans un film dramatique (partagé avec Sridevi for English Vinglish) | Barfi!                        | Lauréat    |
| 2013  | Star féminine de l'année                                                              | Barfi!                        | Lauréat    |
| 2014  | Meilleure actrice dans un film d'action                                               | Gunday                        | Nomination |
| 2014  | Star de l'année                                                                       | Mary Kom                      | Nomination |
| 2014  | Meilleure actrice dans un film dramatique                                             | Mary Kom                      | Lauréat    |
| 2015  | Actrice de l'année                                                                    | Dil Dhadakne Do               | Nomination |

## Teen Choice Awards
| Année | Catégorie                                | Film     | Résultat   |
| ----- | ---------------------------------------- | -------- | ---------- |
| 2016  | Meilleure révélation féminine de l'année | Quantico | Nomination |

## Times of India Film Awards
| Année | Catégorie                             | Film            | Résultat |
| ----- | ------------------------------------- | --------------- | -------- |
| 2013  | Meilleure actrice                     | Barfi!          | Lauréat  |
| 2016  | Meilleure actrice dans un second rôle | Bajirao Mastani | Lauréat  |

## World Music Awards
| Année | Catégorie                         | Chanson    | Résultat   |
| ----- | --------------------------------- | ---------- | ---------- |
| 2012  | Meilleur artiste féminin mondiale | —          | Nomination |
| 2012  | Meilleure chanson mondiale        | In My City | Nomination |
| 2012  | Meilleure vidéo mondiale          | In My City | Nomination |

## Zee Cine Awards
| Année | Catégorie                                     | Film                          | Résultat   |
| ----- | --------------------------------------------- | ----------------------------- | ---------- |
| 2004  | Meilleur espoir féminin                       | The Hero: Love Story of a Spy | Nomination |
| 2004  | Meilleur espoir féminin                       | Andaaz                        | Nomination |
| 2005  | Meilleure performance dans un rôle de méchant | Aitraaz                       | Nomination |
| 2011  | Icône féminine internationale                 | —                             | Nomination |
| 2012  | Meilleure actrice                             | 7 Khoon Maaf                  | Nomination |
| 2013  | Meilleure actrice                             | Barfi!                        | Lauréat    |
| 2014  | Icône féminine internationale                 | —                             | Lauréat    |
| 2016  | Meilleure actrice                             | Dil Dhadakne Do               | Nomination |
| 2016  | Meilleure actrice                             | Bajirao Mastani               | Nomination |
| 2016  | Meilleure actrice - critiques                 | Bajirao Mastani               | Nomination |